# San Salvatore delle Coppelle
San Salvatore delle Coppelle (lat.: Sancti Salvatoris de Cuppellis), in Rom uneinheitlich, aber häufig auch San Salvatore alle Coppelle  ist eine Kirche in Rom. Ihrer Grundstruktur nach stammt sie aus dem 12. Jahrhundert, wurde aber im 18. Jahrhundert fast vollständig barockisiert. Sie ist heute Kirche der römischen Gemeinde der Rumänischen griechisch-katholischen Kirche und gleichzeitig Nationalkirche von Rumänien in Rom.

## Lage und Namensgebung
Die Kirche liegt im VIII. römischen Rione Sant’Eustachio, etwa 250 Meter östlich des nördlichen Endes der Piazza Navona. Ihr Name kommt von einer Zusatzbezeichnung für Jesus Christus als Salvator mundi („Retter der Welt“). Ihr ursprünglicher Name war wohl San Salvator de Sere, so erscheint sie in verschiedenen päpstlichen Urkunden ab dem späten 12. Jahrhundert, erstmals unter Papst Lucius III. Als de Cuppellis wird sie erstmals 1222 in einer Urkunde des Papstes Honorius III. bezeichnet. Delle bzw. alle Coppelle bezieht sich auf das in den früheren Jahrhunderten hier gelegene Viertel der Schüssel- und Napfmacher. Die Kirche wurde auch als San Salvatore della Pietà geführt, was auf einer Fehleinschätzung des 16. Jahrhunderts über ein vermeintlich hier gelegenes antikes Gebäude beruht.

## Geschichte und Baugeschichte
Eine zwar verlorene, aber 1574 kopierte Inschrift gibt Auskunft über eine mögliche Stifterin der Kirche namens Abbasia. Die Inschrift entstand entweder im 12. oder in der ersten Hälfte des 13. Jahrhunderts. 1406 wurde die Kirche durch Papst Innozenz VII. einer Reihe von Bruderschaften zugewiesen. Zwei der Bruderschaften schieden bereits zehn Jahre später aus und gründeten eigene Kirchen, darunter die Bruderschaft der Orefici, also der Gold- und Silberschmiede, ihre Kirche wurde später Sant’Eligio degli Orefici. Ab 1663 war die Kirche Sitz einer frühen karitativen Einrichtung, der Gesellschaft Associazione del Sagramento e della Perseveranza. Sie half auch auswärtigen Kranken, sorgte für deren Verköstigung und im Sterbefall für eine Beerdigung. 1782 wurde die Kirche durchgehend barockisiert und erheblich verändert. So wurden die Säulen, auf denen die Hochwände des Mittelschiffs ruhten, durch Pfeiler ersetzt. Die Säulen wurden für den Palazzo Doria-Pamphilj verwendet. Von 1858 bis 1860 wurde die Kirche „restauriert“ mit der Folge, dass fast sämtliche alten Kunstwerke in ihr vernichtet wurden, insbesondere zwei Gemälde, die sogar noch aus der Anfangszeit der Kirche im 12. Jahrhundert gestammt haben können.

## Fassade und Campanile
Die Fassade verfügt der Grundstruktur nach über ein Geschoss und ist dreiachsig gestaltet. Die Fläche wird von Pilastern mit Kapitellen ionischer Ordnung mit Festons gegliedert. In die äußeren Travéen sind unten kleine Portale und darüber Rundfenster eingefügt. Die Mittelachse enthält das Hauptportal mit einem Architrav. Oberhalb des einfachen Gesimses erhebt sich der schlichte Dreiecksgiebel. Ein Postament mit einem Kreuz schließt die Fassade nach oben.
Die linke äußere Seite der Außenfassade der Kirche enthält noch eine Inschrift, sie bezieht sich auf das Wirken der Associazione: „ANNO IVBILEI MDCCL / VI DEVONO METTERE I VIGLIETTI / TVTTI GLI OSTI ALBERGATORI / LOCANDIERI ED ALTRI PER DARE / NOTIZIA DE FORESTIERI CHE SI / INFERMARO NELLE LORE CASE / ALLA VENERAB. CONFERATIA DELLA / DIVINA PERSEVERANZA CON AVTORITA APOSTOLICA FRETTA / A TENORE ALL’VLTIMO EDITTO / DELL’EMMO VICARIO EMANATO IL / DI XVII DECEMBRE MDCCXLIX“. Buchowiecki sieht darin ein „kostbares Dokument erstaunlich früh erdachter caritativer Fremdenbetreuung“.
Der sich auf der rechten Seite der Kirche befindende Campanile stammt noch aus romanischer Zeit. Es sind noch vier Geschosse erhalten. Die ursprünglichen Triforien, typisch für romanische Bauten, sind weitestgehend vermauert. Die Geschosse werden, bis auf das oberste, von Gesimsen mit Zahnschnittfriesen voneinander getrennt.

## Inneres und Ausgestaltung

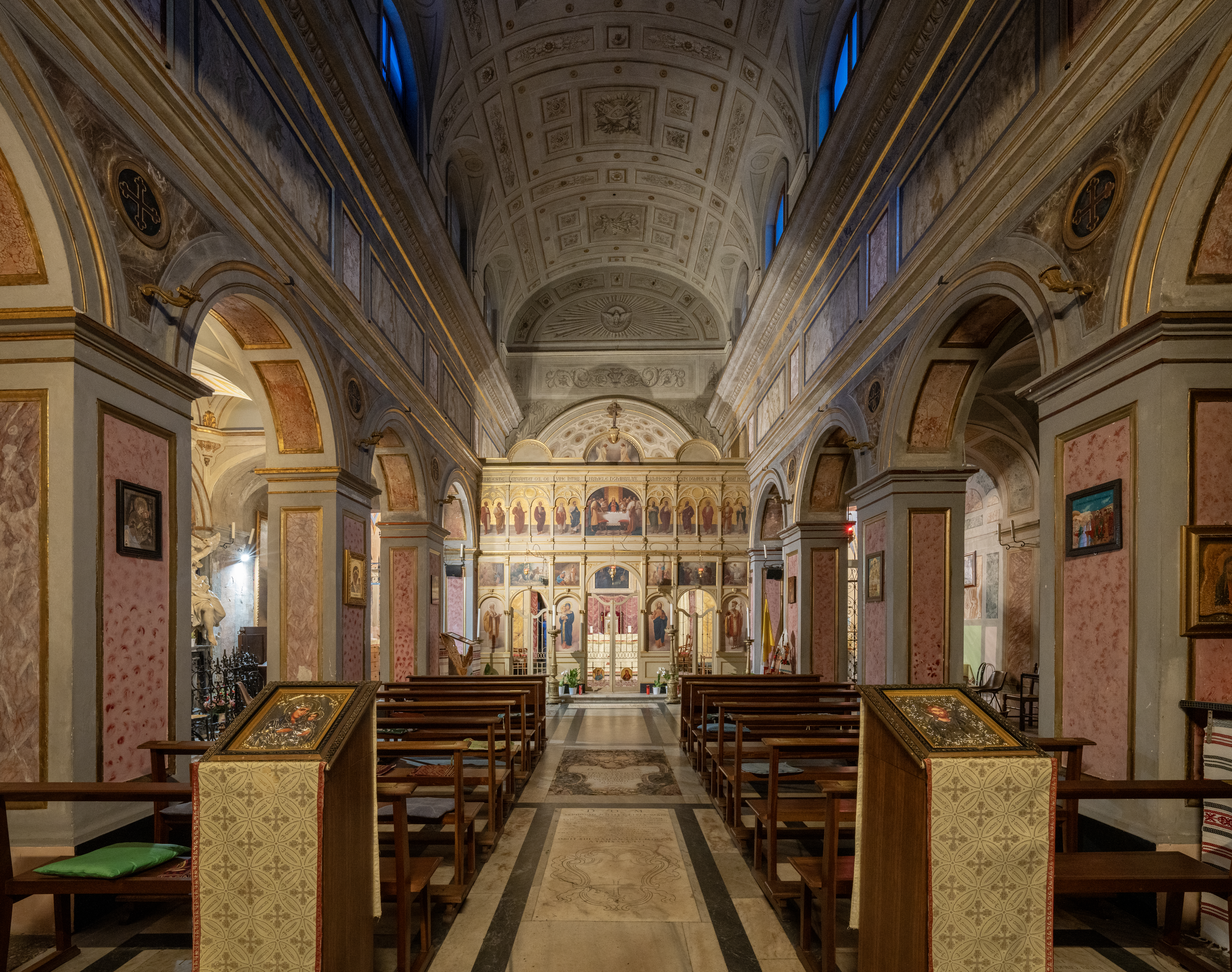
Innenansicht

Die Kirche in ihrer heutigen Gestalt ist dreischiffig als Pfeilerbasilika ausgeführt. Die Seitenschiffe sind mit fünf Jochen um eines kürzer als das Mittelschiff. Die jetzigen Pfeiler anstelle der Säulen tragen Kapitelle nach toskanischer Ordnung. Die Kirche wird im Mittelschiff von einem Tonnengewölbe mit Stichkappen gedeckt. Die auf das Gewölbe aufgebrachten Elemente, so z. B. Rosetten und andere Ornamente, sind nicht in Stuck ausgeführt, sondern gemalt, sie täuschen die Stuckatur vor. Der Obergaden enthält die Fenster, sie sind im oberen Abschluss segmentbogenartig ausgeführt. Volles Licht gewähren nur die vier Fenster der rechten Seite, nur ein Fenster der linken lässt ebenfalls Sonnenlicht in die Kirche fallen. Die Seitenschiffe werden – mit Ausnahme des dritten Jochs des linken Seitenschiffs – von Kreuzgratgewölben überspannt, die Gurte laufen zu den Innenseiten der Außenwände in Pilastern, ebenfalls nach toskanischer Ordnung, aus.
Entsprechend dem Ritus der Kirche ist der Chor mit einer Ikonostase vom sonstigen Mittelschiff abgetrennt; sie ist eine moderne Arbeit aus den 1920er-Jahren.
Die Apsis des Mittelschiffs, sie ist im Gegensatz zu den flach abschließenden Apsiden der Seitenschiffe gerundet, enthält das barocke Gemälde Halbfigur Christi.
Im vordersten Joch der ersten Seitenkapelle rechts finden sich Freskenreste aus dem 15. Jahrhundert, darstellend den Tod Mariens; sie wurden später durch Übermalungen stark verändert.
Das erwähnte dritte Joch des linken Seitenschiffs ist gänzlich anders als die übrigen Joche der Kirche ausgeführt. Über ihm erhebt sich eine kleine Kuppel, sie ist den baulichen Bedingungen nach leicht queroval gestaltet. Die Kuppel enthält keine Laterne, sondern eine in Stuck ausgeführte Rosette oberhalb der die Kuppel teilenden vier Gurte. Der Grund für die besondere Gestaltung ist, dass sich hier das Grab des 1739 gestorbenen Kardinals Giorgio Spinola befindet, er ruht in einem Trapezsarkophag. Eine aus Marmor ausgeführte Engelsgestalt ziert das Grabmal ebenso wie verschiedene Putten, sie halten einzeln oder gemeinsam ein Bild des verstorbenen Geistlichen sowie sein Wappen und ein Abbild seines Kardinalshuts.
Die erste Kapelle des linken Seitenschiffes enthält noch ein Denkmal für Papst Leo XII. aus dem Jahr 1839.